# Литерный поезд

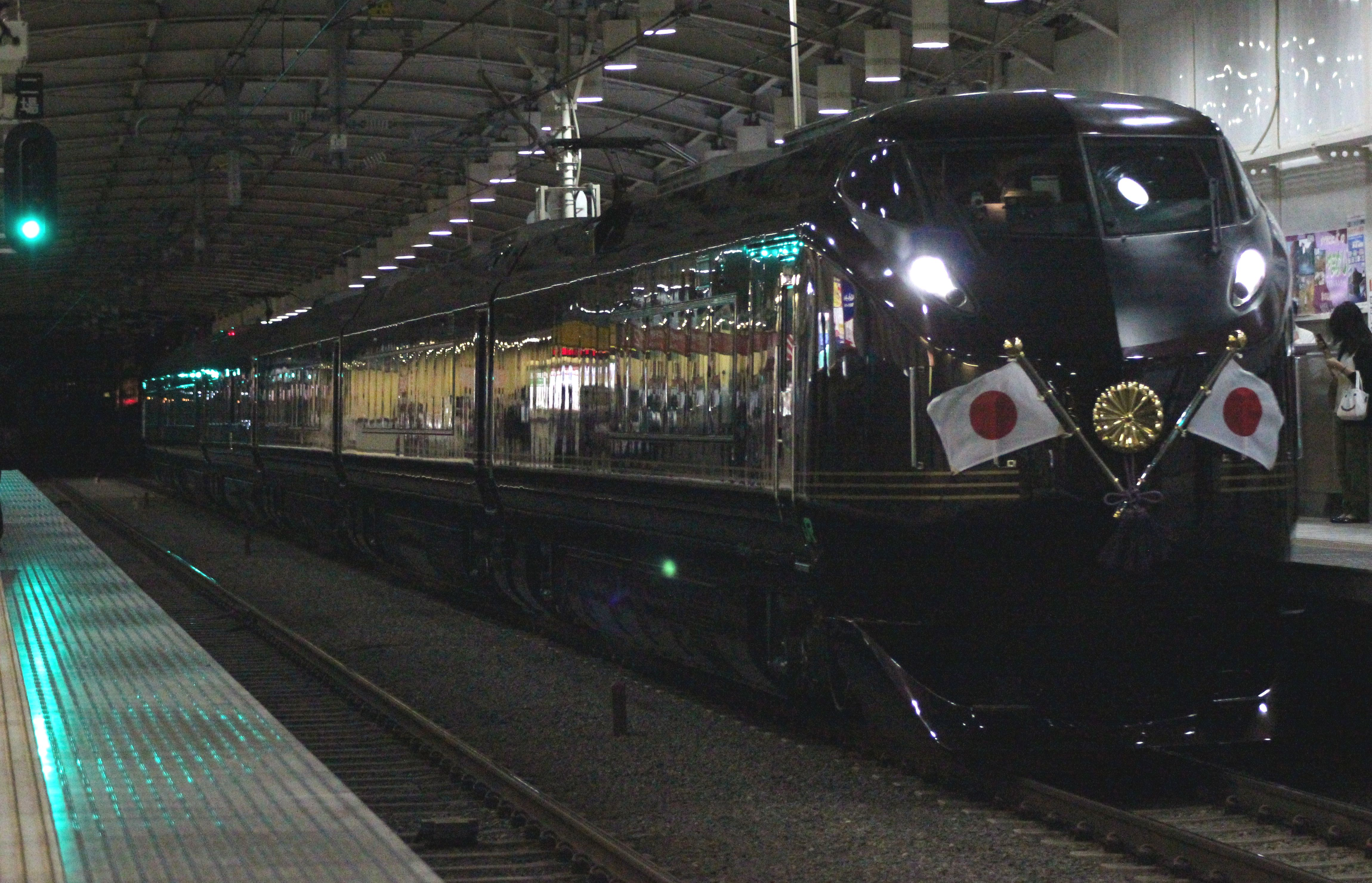
Электропоезд E655, используемый в качестве литерного поезда Императора Японии, на станции Мусаси-Сакай в Мусасино (префектура Токио, Япония)

Ли́терный по́езд — укоренившееся название поезда высокой важности, перевозящего весьма именитых персон (чаще всего — первых лиц государства) или ценный груз.
Изначально так назывались поезда, обозначавшиеся литерой вместо номера — что свидетельствовало об их особом статусе. Позднее это название закрепилось за всеми поездами высокой важности.
При движении по железнодорожной магистрали литерный поезд обладает неоспоримым приоритетом: движение других поездов (номерных) всегда подстраивается под график движения литерного. Кроме того, на станциях и разъездах литерные поезда обслуживаются в первую очередь.
Почти всегда в составе литерного поезда присутствуют специальные вагоны (вагоны-салоны, бронированные вагоны и так далее). В абсолютном большинстве случаев специальными службами обеспечивается охрана литерного поезда на всем пути его следования.

## История литерных поездов в России

Штабной вагон литерного поезда главнокомандующего Союзными войсками в Сибири генерала Жанена, Омск, 1919 год

Считается, что первый российский литерный поезд появился во времена Николая I. 3 ноября 1836 года на участке Кузьмин — Павловск проследовал поезд, где, по утверждениям историков, в восьмиместном купе вагона 1-го класса находились государь с императрицей и наследником. В дальнейшем на Александровском заводе были построены специальные вагоны для Императорского поезда, использовавшиеся членами царской фамилии вплоть до 1917 года.
После революции литерные поезда использовались для перевозки первых лиц государства и — в редких случаях — особо важных грузов.
В частности, 10 марта 1918 года, литерный поезд № 4001 доставил из Петрограда в Москву советское правительство  во главе с В. И. Лениным. Во время Гражданской войны литерным поездом для поездок по стране пользовался Л. Д. Троцкий. Однако в большинстве случаев использовались имевшиеся в наличии вагоны-салоны первого класса, специальных вагонов не строилось.
В 1943 году для поездки И. В. Сталина на Тегеранскую конференцию было изготовлено несколько специальных вагонов (в том числе полностью бронированный вагон-салон), вошедших в состав литерного поезда «А». Позднее было произведено ещё немного специальных вагонов, использовавшихся в литерных поездах вплоть до 1990-х годов.
Состав и движение литерного поезда «А», перевозившего в 1960—1970-е годы первых лиц СССР и весьма именитых персон из других стран, выглядели следующим образом:
- Как правило, литерный состав «А» двигался в ночное время.
- В движении были задействованы три локомотива. Первым отправлялся от станции по пути следования литерного поезда контрольный локомотив без вагонов. Ровно через десять минут вслед за ним отправлялся литерный поезд, ведомый двумя локомотивами. При этом прекращалось движение встречных грузовых поездов, ни один поезд впереди литерного не отправлялся, а движение поездов вслед за литерным открывалось только после преодоления литерным поездом следующей станции.
- В кабине первого локомотива литерного поезда обязательно находились машинист-инструктор и два машиниста, а также работник службы охраны, обеспечивающий безопасность бригады. На втором локомотиве находились два машиниста. Существовала прямая телефонная связь машиниста ведущего локомотива с вагоном-штабом поезда.
- После второго локомотива в составе шли три-четыре обычных вагона (так называемое вагонное прикрытие). После них — специальный правительственный вагон. Внешне спецвагон от обычного практически не отличался (вагон обладал трёхосными тележками и имел повышенную устойчивость).
- Перед прохождением литерного состава весь личный состав службы охраны, задействованный в мероприятиях, выдвигался к местам несения службы за три часа. Все пути проверялись, причём не только путевыми рабочими, но и представителями компетентных[прояснить] организаций и служб. Все станции на пути литерного поезда подвергались тщательному осмотру.

Советские руководители (от Ленина до Брежнева) регулярно пользовались литерным поездом. В частности, Л. И. Брежнев отправлялся литерным в рабочие поездки по стране и на отдых в Крым. Литерный поезд Брежнева формировался, в зависимости от дальности его поездки, из 5—7 трёхосных вагонов, вели его всегда два сцепленных односекционных электровоза ЧС2 чехословацкого производства. Местом отправления и прибытия литерного был специальный правительственный терминал на станции Москва-Каланчёвская. Спецвагоны для литерного поезда главы советского государства были построены на Ленинградском вагоностроительном заводе им. И. Е. Егорова, а техническое обслуживание и ремонт регулярно проходили на Московском вагоноремонтном заводе им. В. Е. Войтовича.
В июле — августе 2001 года Россию посетил председатель комитета обороны КНДР Ким Чен Ир, проехав на литерном поезде от пограничной станции Хасан до Санкт-Петербурга. В 2019 году во Владивосток на литерном поезде из Пхеньяна приехал его сын и преемник Ким Чен Ын.
По заведённой ещё в царские времена традиции в распоряжении главы Российских железных дорог имеется персональный вагон. По словам президента РЖД В. И. Якунина, этот вагон — не роскошь, а средство выживания, потому что главный железнодорожник выезжает в нём на объезды дороги, «это для него дом на колёсах, он там живёт, ест, спит, принимает душ, меняет рубашки». Вагон литерного поезда главы ОАО «РЖД» отличается от обычного вагона интерьером: в нём есть большой стол для совещаний, купе с просторной кроватью, душ.

## Литерные поезда в литературе и кино
- В фильме «Адъютант его превосходительства» капитан Кольцов уничтожает «литерный» — воинский поезд, перевозивший танки для Добровольческой армии.
- Секретный эшелон (1993 год, Украина).
- Баллада о бомбере (2011 год, Россия).
- Алмазная колесница, том первый (2003 год, Россия).
- Брестская крепость (2010 год, Россия): литерным был состав с немецкими диверсантами.
- Данил Корецкий. Атомный поезд (роман, 2004 год, Россия).